# السمكة المصندقة
السمكه المصندقة (بالإنجليزية : Ostracion )هي نوع (تصنيف)من الاسماك يتبع فصيله لاكتوفريس وتنتمي إلى رتبة من الاسماك العظمية تسمى رباعيات الاسنان ويشكل فكاها الغريبان شكل منقار بوجود عظام تشبه الاسنان تستخدمها السمكة في الغالب لسحق اللافقاريات ذات الاصداف القاسية.
أجسام غريبة

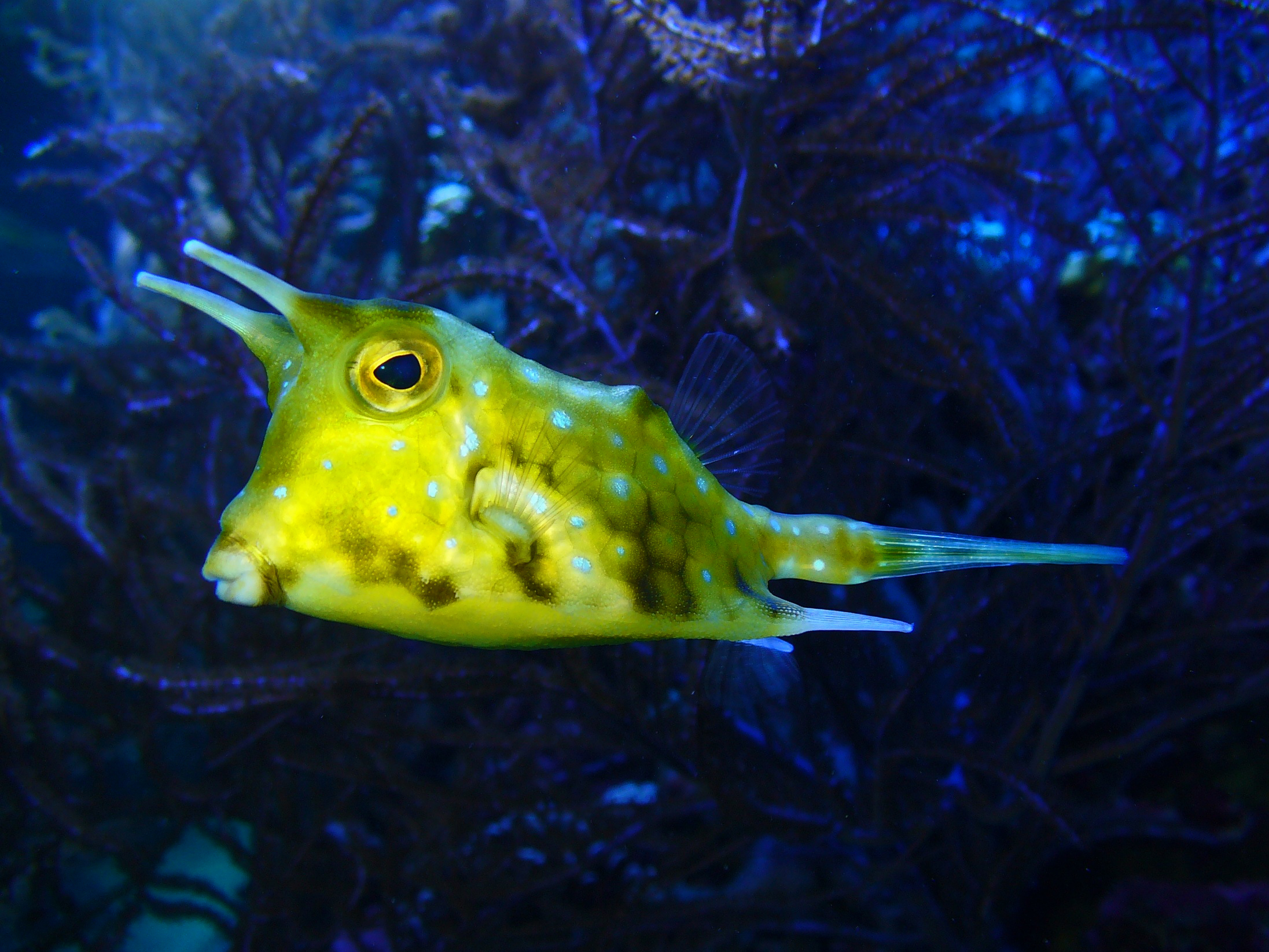
السمكة المصندقة ،الساحل الشرقي لافريقيا

تبدو اجسام معظم االاسماكالمنتمية لهذه الرتبة مغطاة بصفائح عظمية واشواك حادة او جلد قاس، وذلك بغرض الحماية. وهكذا، فإن اجسامها صلبة بحيث انها لا تستطيع ان تتلوى من اجل السباحة. وبدلاً من ذلك فهي تنتقل بواسطة تحريك زعانفها وتعرف هذه الاسماك كذلك باشكال اجسامها الغريبة التي قد تكون شبه مربعة.

## وصفها
تمتلك قرنين طويلين يبرزان من مقدمة رأسها و يشبهان قرون البقرة أو الثور وتستخدمها الاسماك في الحماية من الأعداء حيث أنهما يجعلانها صعبة البلع،و عندما تشعر بالتهديد فانها تطلق مادة مخاطية سامة من خلال جلدها، ولحوم هذه الأسماك سامة فهي تطلق سما يدعى باهوتوكسين ، مظهرها يشبه الصندوق،ولهذه السمكة ألوان مختلفة مثل اللون الأخضر، أو الأصفر، أو البرتقالي الفاتح، وفي بعض الأحيان يوجد على جسمها بقع بيضاء أو زرقاء، وفي كثير من أنواعها تكون الذكور ذات ألوان مختلفة عن ألوان الإناث ،ويصل طولها إلى 46 سم، وهي من الأسماك الخجولة ولا تمتلك غطاء خيشوميا، ولكن لديها فتحة صغيرة أو ثقب بدلا من ذلك القشور التي تغطي جسمها، وهى سداسية الشكل ملتحمة مع بعضها في هيئة درع مثلث صلب يشبه الصندوق وتمتلك زعنفة ظهرية صغيرة. ونظرا لكون الدرع يغطي فتحة الخياشيم فلا تستطيع سمكة الصندوق التنفس عن طريق فتح غطاء الخياشيم ، ولكن يقوم قاع الفم بمهمة التنفس. تفتقد السمكة المصندقة لزعانف البطن والاضلاع . ولا توجد لزعانف الظهر والخلفية أشواك وبدلا منها توجد بين 9 إلى 13 أشواك رقيقة لتلك الزعنفتين. عدد الفقرات يبلغ 18 فقرة . وكل فك مكون من 10 من أسنان لوحية متماسكة مع بعضها البعض. . يحمي سمك الصندوق درعه ، عن طريق سم الباهوتوكسين الذي يصيب الأعصاب .و ذلك في حالة الدفاع عن نفسه . وإذا كان سمك المصندقة يشعر بالخوف فهو يختبأ بين الصخور و ان اختبأ في مكان ضيق فقد يؤدي سم الباهوتوكسين إلى قتل سمكة المصندقة نفسها.

## مكان عيشها
تتواجد هذه السمكة في المنطقة الهندية الباسفيكية حيث تتواجد الشعاب المرجانية،عند أعماق تتراوح ما بين 1 إلى 45 متر، ومن الممكن أن تعيش عند أعماق تصل إلى 100 متر، وتم العثور على هذه السمكة في البحر الأحمر و شرق أفريقيا خلال أندونيسيا شرقا إلى جزر الماركيز،، شمالا إلى جنوب اليابان، وقبالةأفريقيا الجنوبية في المحيط الأطلنطى.